# 스중구 (지닝시)
스중구(한국어: 시중구, 중국어: 市中区, 병음: Shìzhōng Qū)는 중화인민공화국 산둥성 지닝 시의 현급 행정구역이다. 넓이는 39km2이고, 인구는 2007년 기준으로 430,000명이다.

## 행정 구역
6개 가도, 3개 진을 관할한다.
- 가도: 阜桥街道, 古槐街道, 济阳街道, 越河街道, 仙营街道, 观音阁街道, 南苑街道.
- 진: 安居镇, 唐口镇, 喻屯镇.